# あにレコTV
『あにレコTV』（あにレコティービー）は、2017年10月からテレビ東京で深夜に放送されているアニメ系の情報番組。

## 内容
2014年4月から2017年9月までテレビ東京で放送されていた『アニメマシテ』の後を引き継いだアニメ系の情報番組で、アニメ作品だけでなく、2.5次元舞台、イベント、映画、グッズといった、テレビ東京が勧めるアニメに関連する媒体の情報も取り上げる。
番組MCは、アニメや漫画が好きで中でも少年漫画雑誌はくまなく読んでいるというお笑いコンビNON STYLEの井上裕介と、2.5次元舞台への出演や声優としても活躍している女優の美山加恋が担当する。
番組放送後1週間は、本編を番組公式サイト及びテレビ東京のアニメ動画配信サイト「あにてれ」で見逃し配信している。
兄弟番組として、あにレコTVの内容を分割再編集した「推しエンタTV」がある。

## 出演者

### MC
- 井上裕介（NON STYLE）
- 美山加恋
- 石田晴香 - 美山が舞台出演等で出演できないときの代理MCとして出演
- 屋敷裕政（ニューヨーク） - 井上が新型コロナウイルスで出演できないときの代理MCとして出演

### ナレーション
- 増田俊樹（2017年10月10日 - 2019年2月25日）
- 梅原裕一郎（2019年3月4日 - ）
- 鳥海浩輔 - 梅原が新型コロナウイルスの濃厚接触者であったため出演できないとき等の代理ナレーションとして出演

### コーナー担当
- 尾崎由香（ - 2019年12月23日、けものフレンズ サーバル尾崎由香の「あにてれ情報局mini」担当）

## コーナー
- けものフレンズ サーバル尾崎由香の「あにてれ情報局mini」 - 尾崎がアニメ動画配信サイト「あにてれ」の最新情報を紹介する。

## スタッフ
- 構成 - レモンティー、久松知博
- 撮影 - 小川正明、松下謙二、寶田真沙美、縄誠幸、永沼咲優、白井宗敏（週替り）
- 音声 - 霜崎愛実、鈴木一篤、小笹直樹、吉村望恵、小林寿恵、長谷川将太（小林→一時離脱→復帰）（週替り）
- LD - 大郷智広
- 編集 - 岩崎一博、早川亮、辻泰治、高倉亮平、坂井萌（週替り）
- MA - 畦地有花、岡崎穣、山本倫緒、熊井明子、窪井皓之助（週替り）
- 音効 - 太田省吾、藤井祥史
- 美術デザイナー - 小谷恵
- ヘアメイク - 塩田結香・田森春菜（JULLY）
- 技術協力 - ジーリンクスタジオ、港家
- 美術協力 - テレビ東京アート（以前は技術協力）
- CG - パークグラフィックス
- 制作進行 - 辺見和子
- コンテンツデスク - 川村亮太・尾川直人（テレビ東京、川村→2020年10月-、尾川→2022年1月18日-）
- ディレクター - 久保田昌志、尾藤光、伊藤有祐、大熊慎一、細矢勇太（細矢→一時離脱→復帰）（週替り）
- AP - 小椋康平（テレビ東京）、高岩秀明
- プロデューサー - 山川典夫（テレビ東京、2025年4月22日-）、野口詠介（2022年4月5日-、以前はディレクター）
- プランニングマネージャー - 番泰之（テレビ東京）
- 制作協力 - テレビ東京ミュージック、カメレオンフィルム
- 製作著作 - テレビ東京

### 過去のスタッフ
- 撮影 - 野中康弘、武山智則、橋本弘行、高橋勇士、南谷浩之、後藤弘幸、松岡達也、北條英樹、金子徹、高師専吉
- LD - 藤谷直之、栗林智之
- 編集 - 山下弥生
- MA - 小林研人、大脇唯矢、姥谷充浩、坪井翔太、森司朗、奴賀貴幸、皆本昴、井上裕太、川端千尋
- 美術デザイナー - 岡野真由子
- ヘアメイク - 兵藤拓也・敷島清香（JULLY）
- 技術協力 - テクノマックスビデオセンター、インザムート、コールツプロダクション
- コンテンツデスク - 裴容完、高柳桃子、中川亜佐子、徳永睦（テレビ東京、高柳→2019年4月23日 - 2020年1月、中川→2019年4月23日 - 2020年3月、徳永→2020年4月14日 - 2021年6月）
- 制作進行 - 仙石直子
- ディレクター - 岡山一尋、飯山将、岩崎容祐
- プロデューサー - 細谷伸之・梅津智史・菅沢正浩（テレビ東京、梅津→2018年7月3日 - 2023年3月、菅沢→2023年4月4日 - 2025年4月14日）
- 制作協力 - テレビ東京コミュニケーションズ